# 三鶯大橋
三鶯大橋為一座跨越大漢溪，連接中華民國新北市三峽區與鶯歌區的橋樑，全長811公尺，兩個方向各一座橋樑、各兩個車道。
在台灣縣市公路系統裡，市道110號通過此橋，且南端接連了國道三號三鶯交流道。由於橋樑建設完工超過30年，橋面寬度已無法負荷三鶯地區發展需求，又因橋面只有雙向各二車道，並無機慢車道、自行車道、行人專用道等設置，導致汽機車與行人爭道的危險情況。

## 沿革

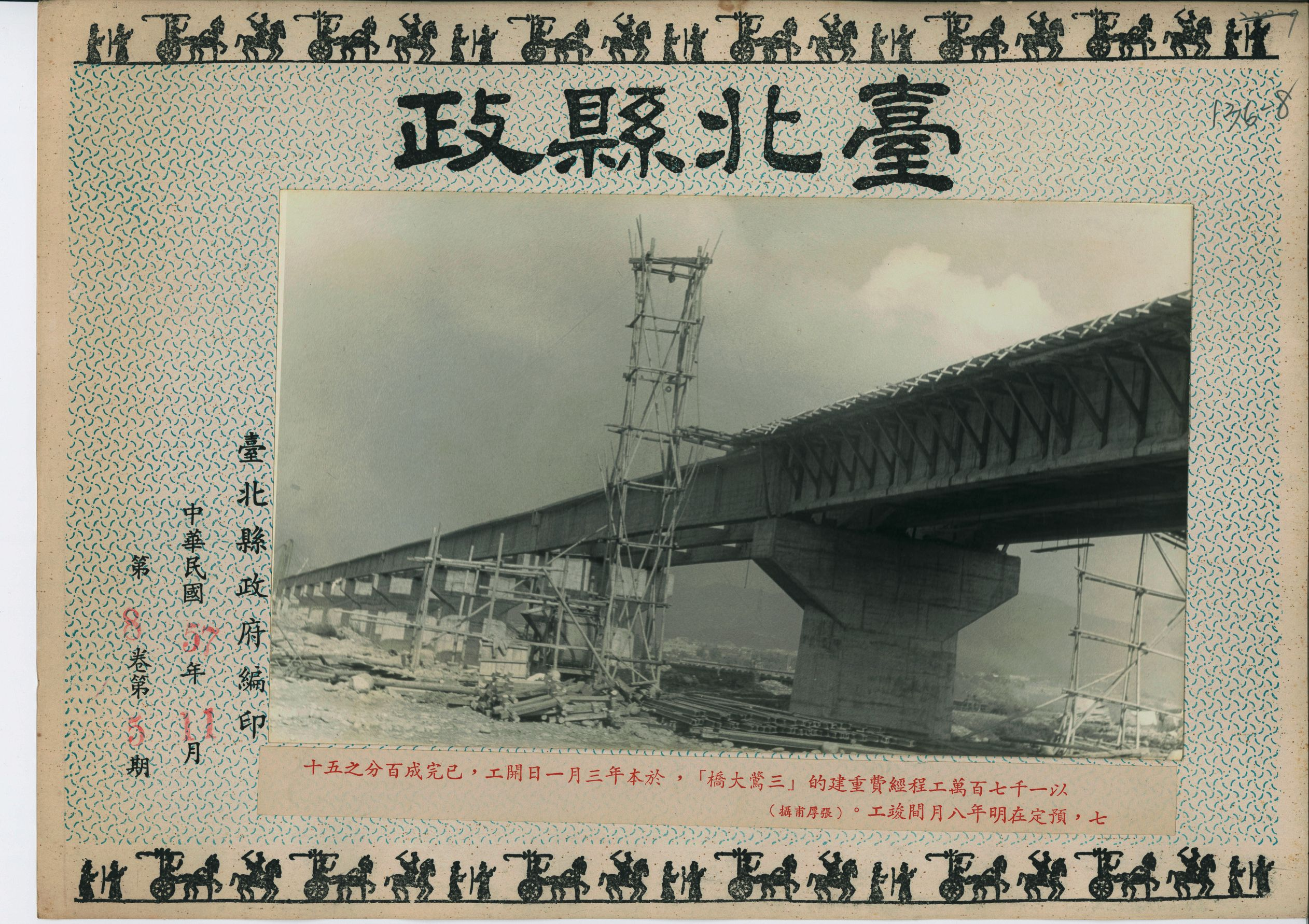
1968年，興建中的三鶯大橋

- 1968年2月開工，1969年10月完工。橋長540.54公尺，淨寬7.5公尺。
- 1986年8月改建為長601公尺，寬15 公尺。
- 1991年完工通車。
- 2017年5月24日立法委員蘇巧慧、吳琪銘、新北市議員陳世榮、彭成龍辦理會勘，爭取內政部營建署補助。[6]
- 2018年1月進行改建工程[7]，採一邊拆舊橋、一邊建新橋方式，分4階段進行，降低交通衝擊[8]，已於2023年9月23日改建完工通車。
  - 第1階段：於橋面兩側新建機車及行人專用道，並已於2020年4月上旬完工。
  - 第2階段：於2020年4月13日開工，拆大漢溪下游側主橋，留上游側維持雙向通車。
  - 第3階段：拆除大漢溪上游側主橋進行改建。
  - 第4階段：興建匝道，將橋樑銜接至鶯歌環河路。
- 2023年9月23日，媒體報導【三鶯大橋通車營建署無完工報告 立委吳琪銘要求確保品質到位】：新北市府通知今天三鶯大橋「改建完成全線通車」，但挹注此工程經費達71%的營建署卻未收到完工報告，立委吳琪銘要求確保品質到位，給市民一條安心回家的路，市府應確保工程品質達到標準，並檢查所有安全措施妥善實施，期待著三鶯大橋成為更安全、更便捷交通通道。[9]

## 鄰近設施
- 鶯歌端
  - 新北市立鶯歌陶瓷博物館
  - 三鶯新生地
- 三峽端
  - 國道三號三鶯交流道
  - 板新水廠
  - 新北市客家文化園區